# Vilma (televíziós sorozat)
A Vilma (eredeti cím: Velma) 2023-as amerikai televíziós 2D-s számítógépes animációs vígjátéksorozat, amit Charlie Grandy alkotott. A sorozat a Scooby-Doo franchise-on alapszik, amiben számos változtatások vannak, az eredeti műhöz képest; először is a sorozat Vilma Dinkley-re fókuszál, mint főszereplő, másodszor Scooby-Dootól teljesen megszabadultak. E mellett a Rejtély Rt. majdnem összes csapattársának rasszának megváltoztatása is; Vilma Dinkley indiai, Bozont Rogers afroamerikai, Diána Blake ázsiai.
Az Egyesült Államokban 2023. január 12-én mutatta be az HBO Max. Magyarországon feliratosan mutatta be az HBO Max egy időben az eredeti premierrel.

## Ismertető
A sorozat Vilma Dinkley-t és a Rejtély Rt. többi tagját mutatja be a megalakulásuk előtt.

## Szereplők

### Főszereplők
| Szereplő      | Eredeti hang   | Leírás                                                                                                 |
| ------------- | -------------- | --- |
| Vilma Dinkley | Mindy Kaling   | Tizenéves leendő nyomozó, aki belezúgott a gyilkossággal gyanúsított Fred Jonesba.                     |
| Bozont Rogers | Sam Richardson | Vilma "drogellenes" legjobb barátja, aki belezúgott.                                                   |
| Diána Blake   | Constance Wu   | Népszerű lány és Vilma egykori legjobb barátnője, aki "bonyolult érzelmeket" táplál iránta.            |
| Fred Jones    | Glenn Howerton | Népszerű 16 éves gyilkossági gyanúsított, aki még nem ment át a pubertáson, és akibe Vilma belezúgott. |

### Mellékszereplők
| Szereplő      | Eredeti hang   | Leírás                            |
| ------------- | -------------- | --------------------------------- |
| Aman          | Russell Peters | Vilma apja.                       |
| Sophie        | Melissa Fumero | Aman barátnője.                   |
| Diya          | Sarayu Blue    | Vilma távollévő anyja.            |
| Donna Blay    | Jane Lynch     | Diána egyik anyukája, aki rendőr. |
| Linda Ke      | Wanda Sykes    | Diána másik anyukája.             |
| Victoria      | Cherry Jones   | Fred anyja.                       |
| William       | Frank Welker   | Fred apja.                        |
| Blythe Rogers | Nicole Byer    | Bozont anyja.                     |

## Epizódok

### Évados áttekintés
| Évad | Évad | Epizódok száma | Eredeti sugárzás  | Eredeti sugárzás  | Eredeti sugárzás | Magyar sugárzás   | Magyar sugárzás   | Magyar sugárzás |
| Évad | Évad | Epizódok száma | Évadbemutató      | Évadzáró          | Eredeti adó      | Évadbemutató      | Évadzáró          | Magyar adó      |
| ---- | ---- | -------------- | ----------------- | ----------------- | ---------------- | ----------------- | ----------------- | --------------- |
|      | 1.   | 10             | 2023. január 12.  | 2023. február 9.  |                  | 2023. január 12.  | 2023. február 9.  |                 |
|      | 2.   | 10             | 2024. április 25. | 2024. április 25. |                  | 2024. április 25. | 2024. április 25. |                 |

### Első évad (2023)
| #   | Cím                                             | Rendező             | Író                                    | Premier                           |
| --- | ----------------------------------------------- | ------------------- | -------------------------------------- | --------------------------------- |
| 1.  | Velma                                           | Anne Walker Farrell | Charlie Grandy                         | 2023. január 12. 2023. január 12. |
| 2.  | The Candy (Wo)man                               | Cal Ramsey          | Akshara Sekar                          | 2023. január 12. 2023. január 12. |
| 3.  | Velma Kai                                       | Meg Waldow          | Stephanie Amante-Ritter                | 2023. január 19. 2023. január 19. |
| 4.  | Velma Makes a List                              | Gina Gress          | Elijah Aron                            | 2023. január 19. 2023. január 19. |
| 5.  | Marching Band Sleepover                         | Cal Ramsey          | Matt Warburton                         | 2023. január 26. 2023. január 26. |
| 6.  | The Sins of the Fathers and Some of the Mothers | Meg Wadlow          | Elijah Aron és Jenna Simmons           | 2023. január 26. 2023. január 26. |
| 7.  | Fog Fest                                        | Meg Waldow          | Stephanie Amante-Ritter                | 2023. február 2. 2023. február 2. |
| 8.  | A Velma in the Woods                            | Cal Ramsey          | Matt Warburton és Stephanie M. Johnson | 2023. február 2. 2023. február 2. |
| 9.  | Family (Wo)man                                  | Meg Wadlow          | Charlie Grandy és Elijah Aron          | 2023. február 9. 2023. február 9. |
| 10. | The Brains of the Operation                     | Gina Gress          | Charlie Grandy                         | 2023. február 9. 2023. február 9. |

### Második évad (2024)
| Sor. | Év. | Cím                         | Rendező             | Író                                    | Premier                             |
| ---- | --- | --------------------------- | ------------------- | -------------------------------------- | ----------------------------------- |
| 11.  | 1.  | The Mystery of Teen Romance | Anne Walker Farrell | Charlie Grandy                         | 2024. április 25. 2024. április 25. |
| 12.  | 2.  | Creaky Friday               | Meg Waldow          | Jenna Michelle Simmons                 | 2024. április 25. 2024. április 25. |
| 13.  | 3.  | When Velma Met Money        | Adam Parton         | Elijah Aron                            | 2024. április 25. 2024. április 25. |
| 14.  | 4.  | Seancé                      | Cal Ramsey          | Rick Williams                          | 2024. április 25. 2024. április 25. |
| 15.  | 5.  | Burning Woman               | Meg Waldow          | Stephanie M. Johnson                   | 2024. április 25. 2024. április 25. |
| 16.  | 6.  | Private Velmjamin           | Adam Parton         | Katie Wadsworth és Keerthi Harishankar | 2024. április 25. 2024. április 25. |
| 17.  | 7.  | Female Utopia               | Cal Ramsey          | Jen Chuck                              | 2024. április 25. 2024. április 25. |
| 18.  | 8.  | Aman Hunt                   | Meg Waldow          | Moss Perricone                         | 2024. április 25. 2024. április 25. |
| 19.  | 9.  | The Real Villain            | Adam Parton         | Greg Gallant                           | 2024. április 25. 2024. április 25. |
| 20.  | 10. | Til Death                   | Cal Ramsey          | Charlie Grandy                         | 2024. április 25. 2024. április 25. |

## A sorozat készítése
A sorozatot először 2021. február 10-én jelentették be. 2022. július 11-én a sorozat védjegye megszűntként szerepelt, majd az HBO tartalomért felelős vezetője, Casey Bloys egy augusztusi feljegyzésben megerősítette, hogy a sorozat még mindig gyártásban van és a sorozat előzetese a New York Comic Conon 2022. október 6-án volt.
A karakterek feltűnően fajcserések. Az Entertainment Weeklynek adott interjújában Mindy Kaling kifejti, hogy "Vilma lényege nem feltétlenül a fehérségéhez kötődik. És annyira azonosulok a karakterével, és szerintem nagyon sokan így vannak vele, szóval úgy voltam vele, hogy igen, tegyük őt indiánná ebben a sorozatban." A legtöbb Scooby-Doo inkarnációval ellentétben ebben a sorozatban nem fog szerepelni maga Scooby-Doo a stúdió megbízása miatt, azzal kombinálva, hogy a stábnak nehézséget okozott, hogy a karakter felnőtt változatával álljanak elő. Matthew Lillard, aki jelenleg Bozont Rogers hangja a legtöbb Scooby-Doo médiában, támogatását fejezte ki Vilma szerepe iránt.
Vilma a második olyan sorozat, amelyben Frank Welker nem Fred Jones hangját szólaltatja meg az Scooby-Doo, a kölyökkutya című sorozat után.

## Fogadtatása
A Rotten Tomatoeson 36 kritikusból 14-en pozitívan értékelte, míg 22-en negatívan a sorozatot. Összegezve a kritikusoktól 36%-os értékelést kapott, ami 5,9/10 csillagos átlagértékelés. A nézőktől 11%-os átlagértékelést kapott, ami 3,5/10 csillagos átlagértékelés.
Az IMDb-ben a nézők többsége 1 csillaggal értékelte a sorozatot. Ezt összegezve a sorozatnak azon a platformon való átlagértékelése 1,6 csillagos a 10-ből.
Heather Hogan, a Autostraddle szerkesztője, véleménye szerint – „Minden epizód egy kínos, szemforgató monológ, aminek a jelek szerint fogalma sincs arról, hogy ki a közönsége, mégis megveti őket”. A Még Vilma és Diána queer románca sem mentheti meg Mindy Kaling Scooby-Doo-beli előzményét című cikkében Mindy Kaling egocentrikusságáról és az általa írt nem fehérbőrű karaktereiről magyaráz. A Vilma című sorozat főszereplője, Vilma, véleménye szerint, a sorozat bokszzsákja; a róla szóló gúnyolódó viccek, amik nem csak aljasak, de úgy is hangzanak, mint egy 13 éves Redditfelhasználó próbálkozása. Hogan megemlít Hiamni cikkéből egy részletet is, amiben meg van lepődve a színésznő írásmódjától – „Sok kritikus az Én még sosem... középiskolai környezetét találta megragadhatónak, de Kaling ábrázolásai túlságosan erősen károsítják a sztereotípiákat az én ízlésemnek. Úgy tűnik, Devin és két szerelmén kívül minden szereplő lapos karikatúra. Ráadásul nem hiszem el, hogy 2020-ban még mindig kövérekről szóló vicceket űzünk a TV-ben… Kaling indiai közösségének ábrázolása nem olyan felületes, mint a többi ábrázolása, de ugyanolyan meggondolatlan.”.
El kell tűnődnie, hogy a Vilma c. sorozat készítése során hol lett minden ilyen szörnyen elrontva? – Gwen Ihnat, TheWrape-től. A kritikus a cikk első bekezdésében elmondja, hogy a Vilma papíron nem rossz ötlet; Mindy Kaling segítségével újra gondolni a Scooby-Doo franchise-ot. Bírálta az értelmetlen meztelenség, az indokolatlan erőszak és vérzés, és olyan cselekménypontokat, amelyek úgy pörögnek, mint egy csúcs, hogy sehová se jussanak. Elmondása szerint: Vilma már a legelső jelenetben ijesztőbb, véresebb stb. Anyja eltűnésének depressziója az új rejtély nyomozásán hallucinál a szereplő, amelyek valószínűleg a szorongást szimbolizálják, de valóban zavaró módon (Vilma anyja a pokol hárpiájává formálódik stb.). A sorozat monológos viccek, és sztereotípiák megölését tartalmazza, pl: Diána azt mondja barátnőinek, hogy „Észrevetted már, hogy a tévéshow-k pilot epizódjaiban mindig több a szex és a meztelenség, mint a sorozat többi részében?” mindezt az iskolai zuhanyzóban fürödve meztelenül – „...ezek a gyakori megfigyelések nem olyanok, mint a finom kacsintás, inkább a fájdalmas fejcsapások.” – Gwen Ihnat.
A Vilma 2023 egyik legrosszabb televíziós sorozataként lett rangsorolva.